# Йоганн Гербіній
Йоганн Гербіній (нім. Johannes Herbinius, 1633, за ін. відомостями, 1627—1679) — пастор, німецький історик, письменник.

## Життєпис
Жив у Швеції, Польщі, Литві. Навчався в Лейпцигу (нині місто в Німеччині), Утрехті (нині місто в Нідерландах). Ступінь магістра здобув у Віттенберзькому університеті. Кілька років працював учителем у Шлезені, а 1672 року став пастором лютеранської (див. Протестантизм) церкви у Вільно (нині Вільнюс).
1674 року відвідав Україну, зокрема Київ, де познайомився з архімандритом Києво-Печерської лаври Ґізелем. Високо цінував набожність українців, глибоку повагу до духовенства та церкви. За сприяння Ґізеля придбав багато літератури про українську церкву. У Києві вивчав релігійні пам'ятки, а також Печерський монастир.
1675 року в Єні вийшла в світ його книга про київські печери «Religiosae Kijovienses cryptae, sive Kijovia subterranea…». Опис був зроблений на підставі власних спостережень, а також двох схематичних планів і кількох гравюр, які він одержав від Ґізеля. В книзі подано імена 43 святих, які були поховані в печерах. 1678 року в Амстердамі опублікував книгу про Дніпровські пороги — «De admirandis mundi cataractis». Залишені праці написані латинською мовою і є цінним джерелом з історії України.

## Праці
- Eloquentia academica, politica, domestica
- Oratio ad episcopos Daniae pro ecclesiis Poloniae
- Carmina lyrica
- Famosae, De solis vel Telluris Motu, Controversiæ Examen Theologico-Philosophicum, Ad S. Sanctam Normam, Institutum. 1655
- Clavis ad facilitatem et usum logicae. Oels 1663
- Hosianna! dem durchleuchtigen Fürsten und Herrn Herrn Christian Eberhard Fürsten und Erbprintzen in Ostfrießland, … als derselbe … aus Holland in Seine Fürstl. Residentz Aurich, den 28. Novembr. des 1668 Jahrs … heimgekommen … Stockholm 1668
- Religiosae Kiioviensium Cryptae in quibus labyrintum et in eo corpora Heroum atge divorum roxolanitum ex nomine ad oculum demonstrat. Jena 1675
- Dissertationes De admirandis mundi cataractis supra & subterraneis, earumque principio, elementorum circulatione, ubi eadem occasione aestus maris reflui vera ac genunina causa asseritur, nec non terrestri ac primigenio Paradiso Locus situsque verus in Palaestina restituitur, … Amsterdam 1678